# Мешта-эль-Хелу
Мешта-эль-Хелу (араб. مشتى الحلو‎) — небольшой город на северо-западе Сирии, расположенный на территории мухафазы Тартус. Входит в состав района Сафита. Является центром одноимённой нахии.

## Географическое положение
Город находится в восточной части мухафазы, на западных склонах хребта Джебель-Хелу, на высоте 764 метров над уровнем моря.

Мешта-эль-Хелу расположен на расстоянии приблизительно 32 километров к востоку от Тартуса, административного центра провинции и на расстоянии 146 километров к северу от Дамаска, столицы страны.

## Население
По данным официальной переписи 2004 года численность населения города составляла 2458 человек. В конфессиональном составе населения преобладают христиане.

## Транспорт
Ближайший гражданский аэропорт — Международный аэропорт имени Басиля Аль-Асада.